# Benson Mhlongo
Benson Mhlongo (* 9. November 1980 in Alexandra, Johannesburg) ist ein ehemaliger südafrikanischer Fußballspieler. 

## Vereinskarriere
Mhlongo erlernte das Fußballspiel auf den Straßen seiner Township Alexandra. Nach Stationen bei den Zweitligisten Alexandra United und City Sharks kam er 2001 zum Erstligisten Wits University. Bis 2005, als der Klub aus der Premier Soccer League abstieg, blieb Mhlongo bei den Wits, größter Erfolg in dieser Zeit war der Finaleinzug im ABSA Cup 2005, wo man allerdings Supersport United mit 0:1 unterlag. 
Mhlongo schloss sich nach dem Abstieg den Mamelodi Sundowns an und gehörte in der Defensive zu den Schlüsselspielern der Brazilians bei den beiden Meistertiteln von 2006 und 2007. 2008 verließ er den Klub, nachdem sich seine Vertragsverlängerung bei den Sundowns über Wochen hinzog, und wechselte ablösefrei zu den Orlando Pirates. Während Mhlongo bei Mamelodi überwiegend in der Innenverteidigung zum Einsatz kam, spielt er bei den Pirates zumeist im defensiven Mittelfeld, seiner bevorzugten Position. In den Jahren 2011 und 2012 gewann er mit den Pirates die Meisterschaft, kam dabei aber kaum zum Einsatz. 

## Nationalmannschaft
Mhlongo gab im Juni 2003 in einem Freundschaftsspiel gegen Trinidad und Tobago sein Debüt in der südafrikanischen Nationalelf. 2004 und 2008 gehörte er zum Aufgebot für die Afrikameisterschaft, schied mit seinem Team aber jeweils bereits in der Vorrunde aus. Im Mai 2009 wurde Mhlongo in das vorläufige Aufgebot für den Konföderationen-Pokal im eigenen Land berufen.

## Erfolge
auf Vereinsebene:
- Südafrikanischer Meister: 2005/06, 2006/07 (mit den Mamelodi Sundowns), 2010/11, 2011/12 (mit den Orlando Pirates)
- SAA Supa 8: 2007 (mit den Mamelodi Sundowns)
- Nedbank Cup: 2008 (mit den Mamelodi Sundowns)
- Telkom Charity Cup: 2009 (mit den Orlando Pirates)